# كالونغي دي سيغارا
بلدية كالونجي دي سيغارا (بالكاتالانية: Calonge de Segarra) هي إحدى بلديات مقاطعة برشلونة، والتي تقع في منطقة كاتالونيا، شرق إسبانيا.
يبلغ عدد سكانها 205 نسمة وفقاً لإحصائية سنة (2007).